# Quadripôle
Cet article concerne le quadripôle (ou quadrupôle) en électrocinétique. Pour le quadrupôle en électrostatique, voir Quadrupôle.

Un quadripôle

En électrocinétique, un quadripôle (ou quadrupôle) est un élément de modèle d'un circuit électrique dans lequel on le considère comme un bloc avec deux connexions d'entrée et deux de sortie. On étudie le transfert des grandeurs électriques, tension et courant, entre ces deux dipôles caractérisés par une impédance, en fonction du temps.
Quand l'étude du quadripôle concerne un signal électrique, la grandeur en entrée et en sortie peut être différente (tension, courant).  L'apport éventuel d'énergie au circuit, qu'on dit alors actif, ne fait pas partie du modèle. On doit les premières études sur les quadripôles au mathématicien allemand Franz Breisig, dans les années 1920.
L'analogie électro-mécanique permet d'utiliser le formalisme des quadripôles pour des transducteurs ou des systèmes mécaniques ou électro-mécaniques. 

## Généralités

### Définitions
Un quadripôle est un composant ou circuit électronique envisagé comme une boîte noire présentant deux ports électriques. On s'intéresse au courant et à la tension sur chacun des ports, avec les conventions figurées ci-dessous : les courants entrants dans le quadripôle au pôle positif de la tension sont notés positivement.
| grandeur physique | entrée                                         | sortie                                         |  |
| ----------------- | ---------------------------------------------- | ---------------------------------------------- |  |
| courant           | {\displaystyle I_{1}} ou {\displaystyle I_{e}} | {\displaystyle I_{2}} ou {\displaystyle I_{s}} |  |
| tension           | {\displaystyle V_{1}} ou {\displaystyle U_{e}} | {\displaystyle V_{2}} ou {\displaystyle U_{s}} |  |

Cette convention rend l'entrée et la sortie symétriques. Le quadripôle est déterminé par deux équations caractéristiques qui permettent, connaissant celles de dispositifs qui lui sont raccordés, de calculer les valeurs d'entrée et de sortie.

### Fonction de transfert
La fonction de transfert {\displaystyle {\underline {T}}} d’un quadripôle linéaire en régime alternatif sinusoïdal possède les propriétés suivantes :
– C'est un nombre complexe {\displaystyle {\underline {T}}={\underline {T}}(j\omega )}. Ce nombre dépend de la fréquence et de la charge placée en sortie.
– {\displaystyle |{\underline {T}}|}, parfois simplement noté {\displaystyle T}, est le rapport entre les valeurs efficaces du signal de sortie et du signal d'entrée.
– {\displaystyle \arg {({\underline {T}})}} est la différence de phase (ou déphasage) du signal de sortie par rapport au signal d'entrée.

### Coefficients d'amplification
Les coefficients d'amplification sont des fonctions de transfert particulières.
- Coefficient d'amplification en tension : {\displaystyle T=A_{v}={\frac {U_{s}}{U_{e}}}}
- Coefficient d'amplification en courant : {\displaystyle T=A_{i}={\frac {I_{s}}{I_{e}}}}

- coefficient d'amplification en puissance, bien que ce ne soit pas un rapport de nombres complexes associés à des signaux :

{\displaystyle A_{p}={\frac {U_{s}I_{s}\cos {(\varphi _{s})}}{U_{e}I_{e}\cos {(\varphi _{e})}}}} avec {\displaystyle \varphi _{s}} (respectivement {\displaystyle \varphi _{e}}) le déphasage de {\displaystyle U_{s}} par rapport à {\displaystyle I_{s}} (respectivement de {\displaystyle U_{e}} par rapport à {\displaystyle I_{e}}).
Ces coefficients dépendent en général de la fréquence et de la charge en sortie.

### Gains
Comme les modules de ces coefficients peuvent varier de façon importante lorsque la fréquence varie, on utilise une autre grandeur qui "tasse" ces variations.
- Gain en tension : {\displaystyle G_{V}=20\log \left({\frac {U_{S}}{U_{E}}}\right)}

- Gain en courant : {\displaystyle G_{I}=20\log \left({\frac {I_{S}}{I_{E}}}\right)}
- Gain en puissance : {\displaystyle G_{P}=10\log \left({\frac {P_{S}}{P_{E}}}\right)}

Les gains s'expriment en décibels.
- Lorsque T est multiplié par 10, G=20logT augmente de 20 dB ;
- Le gain devient négatif si T<1.
- Lorsque Av double, Gv augmente de 6 dB.

## Paramétrage d'un quadripôle linéaire
On représente les quadripôles sous forme de matrices reliant les courants et tensions, dont les termes dépendent éventuellement de la fréquence. On peut construire ces matrices de différentes façons : elles sont toutes équivalentes, mais la construction la plus pratique dépendra des problèmes à résoudre. 

### Paramétrage transfert ou cascade
On exprime les données de gauche en fonction de celles de droite. Les termes sont notés ABCD, {\displaystyle T_{ij}} ou {\displaystyle a_{ij}}, selon les conventions :
{\displaystyle {V_{1} \choose I_{1}}={\begin{pmatrix}A&B\\C&D\end{pmatrix}}{V_{2} \choose -I_{2}}},
Ou à l'inverse, on écrit les termes de droite en fonction des termes de gauche. C'est la matrice A'B'C'D', {\displaystyle T'_{ij}} ou {\displaystyle b_{ij}}, inverse de la précédente : 
{\displaystyle {V_{2} \choose -I_{2}}={\begin{pmatrix}A'&B'\\C'&D'\end{pmatrix}}{V_{1} \choose I_{1}}},
{\displaystyle {\begin{pmatrix}A&B\\C&D\end{pmatrix}}{\begin{pmatrix}A'&B'\\C'&D'\end{pmatrix}}={\begin{pmatrix}1&0\\0&1\end{pmatrix}}}
A et D sont adimensionnels, B est en ohms, et C en siemens. Ce paramétrage est adapté au chaînage des quadripôles. Le courant de sortie du premier quadripôle est l'opposé du courant d'entrée du quadripôle suivant, d'où le signe « - ».

### Paramétrage en impédances

Quadripôle Z

On exprime les tensions en fonction des courants :{\displaystyle {V_{1} \choose V_{2}}={\begin{pmatrix}Z_{11}&Z_{12}\\Z_{21}&Z_{22}\end{pmatrix}}{I_{1} \choose I_{2}}},avec :{\displaystyle Z_{11}={V_{1} \over I_{1}}{\bigg |}_{I_{2}=0}\qquad Z_{12}={V_{1} \over I_{2}}{\bigg |}_{I_{1}=0}} et{\displaystyle Z_{21}={V_{2} \over I_{1}}{\bigg |}_{I_{2}=0}\qquad Z_{22}={V_{2} \over I_{2}}{\bigg |}_{I_{1}=0}}
On appelle {\displaystyle Z_{11}} l'impédance d'entrée du quadripôle ; {\displaystyle Z_{12}} l'impédance de transfert inverse du quadripôle ; {\displaystyle Z_{21}} l'impédance de transfert du quadripôle ; {\displaystyle Z_{22}} l'impédance de sortie du quadripôle. Tous ces termes sont en ohms. 

### Paramétrage en admittances

Quadripôle Y

On exprime les courants en fonction des tensions :
{\displaystyle {I_{1} \choose I_{2}}={\begin{pmatrix}Y_{11}&Y_{12}\\Y_{21}&Y_{22}\end{pmatrix}}{V_{1} \choose V_{2}}},avec :{\displaystyle Y_{11}={I_{1} \over V_{1}}{\bigg |}_{V_{2}=0}\qquad Y_{12}={I_{1} \over V_{2}}{\bigg |}_{V_{1}=0}} et{\displaystyle Y_{21}={I_{2} \over V_{1}}{\bigg |}_{V_{2}=0}\qquad Y_{22}={I_{2} \over V_{2}}{\bigg |}_{V_{1}=0}}
On appelle {\displaystyle Y_{11}} l'admittance d'entrée du quadripôle ; {\displaystyle Y_{12}} l'admittance de transfert inverse du quadripôle ; {\displaystyle Y_{21}} l'admittance de transfert du quadripôle ; {\displaystyle Y_{22}} l'admittance de sortie du quadripôle. Tous les termes sont des admittances, donc exprimés en siemens. 

### Paramétrage hybride

Quadripôle H

Ces relations sont utiles lors de l'étude des transistors. (voir #Quadripôles_passifs)
{\displaystyle {V_{1} \choose I_{2}}={\begin{pmatrix}H_{11}&H_{12}\\H_{21}&H_{22}\end{pmatrix}}{I_{1} \choose V_{2}}} ,
avec :
{\displaystyle H_{11}={V_{1} \over I_{1}}{\bigg |}_{V_{2}=0}\qquad H_{12}={V_{1} \over V_{2}}{\bigg |}_{I_{1}=0}} et
{\displaystyle H_{21}={I_{2} \over I_{1}}{\bigg |}_{V_{2}=0}\qquad H_{22}={I_{2} \over V_{2}}{\bigg |}_{I_{1}=0}}
On peut noter que {\displaystyle H_{11}=1/Y_{11}} et que {\displaystyle H_{22}=1/Z_{22}}.
On appelle {\displaystyle H_{11}} l'impédance d'entrée du quadripôle (ohms); {\displaystyle H_{12}} le gain inverse en tension du quadripôle (adimensionnel); {\displaystyle H_{21}} le gain en courant de transfert du quadripôle (adimensionnel), {\displaystyle H_{22}} l'admittance de sortie du quadripôle (siemens).
Le calcul matriciel s'adapte très bien aux quadripôles et permet d'obtenir les fonctions de transferts des circuits électroniques quand d'autres méthodes s'égarent dans un formalisme abscons, source d'erreurs et de pertes de temps.

### Paramétrage hybride inverse

Quadripôle G

Les relations hybrides inverse sont très peu utilisées, mais elles existent.
{\displaystyle {I_{1} \choose V_{2}}={\begin{pmatrix}G_{11}&G_{12}\\G_{21}&G_{22}\end{pmatrix}}{V_{1} \choose I_{2}}},
avec :
{\displaystyle G_{11}={I_{1} \over V_{1}}{\bigg |}_{I_{2}=0}\qquad G_{12}={I_{1} \over I_{2}}{\bigg |}_{V_{1}=0}} et
{\displaystyle G_{21}={V_{2} \over V_{1}}{\bigg |}_{I_{2}=0}\qquad G_{22}={V_{2} \over I_{2}}{\bigg |}_{V_{1}=0}}

### Conversion des matrices
Les paramétrages donnés ci-dessous sont équivalents : des conversions permettent de passer de l'un à l'autre. Néanmoins, certains quadripôles ne peuvent être décrits dans certains paramétrage, par exemple si les formules de conversion impliquent une division par zéro. {\displaystyle \Delta } représente le déterminant de la matrice.
|                           | Paramètres ABCD | Paramètres Z | Paramètres Y | Paramètres H |
| Matrice de transfert ABCD | {\displaystyle {\begin{bmatrix}A&B\\C&D\end{bmatrix}}}                                                                   | {\displaystyle {\begin{bmatrix}{\frac {Z_{11}}{Z_{21}}}&{\frac {\Delta Z}{Z_{21}}}\\{\frac {1}{Z_{21}}}&{\frac {Z_{22}}{Z_{21}}}\end{bmatrix}}}              | {\displaystyle {\begin{bmatrix}-{\frac {Y_{22}}{Y_{21}}}&-{\frac {1}{Y_{21}}}\\-{\frac {\Delta Y}{Y_{21}}}&-{\frac {Y_{11}}{Y_{21}}}\end{bmatrix}}}          | {\displaystyle {\begin{bmatrix}-{\frac {\Delta H}{H_{21}}}&-{\frac {H_{11}}{H_{21}}}\\-{\frac {H_{22}}{H_{21}}}&-{\frac {1}{H_{21}}}\end{bmatrix}}} |
| Matrice d'impédance Z     | {\displaystyle {\begin{bmatrix}{\frac {A}{C}}&{\frac {\Delta (ABCD)}{C}}\\{\frac {1}{C}}&{\frac {D}{C}}\end{bmatrix}}}   | {\displaystyle {\begin{bmatrix}Z_{11}&Z_{12}\\Z_{21}&Z_{22}\end{bmatrix}}}                                                                                   | {\displaystyle {\begin{bmatrix}{\frac {Y_{22}}{\Delta Y}}&-{\frac {Y_{12}}{\Delta Y}}\\-{\frac {Y_{21}}{\Delta Y}}&{\frac {Y_{11}}{\Delta Y}}\end{bmatrix}}} | {\displaystyle {\begin{bmatrix}{\frac {\Delta H}{H_{22}}}&{\frac {H_{12}}{H_{22}}}\\-{\frac {H_{21}}{H_{22}}}&{\frac {1}{H_{22}}}\end{bmatrix}}}    |
| Matrice d'admittance Y    | {\displaystyle {\begin{bmatrix}{\frac {D}{B}}&-{\frac {\Delta (ABCD)}{B}}\\-{\frac {1}{B}}&{\frac {A}{B}}\end{bmatrix}}} | {\displaystyle {\begin{bmatrix}{\frac {Z_{22}}{\Delta Z}}&-{\frac {Z_{12}}{\Delta Z}}\\-{\frac {Z_{21}}{\Delta Z}}&{\frac {Z_{11}}{\Delta Z}}\end{bmatrix}}} | {\displaystyle {\begin{bmatrix}Y_{11}&Y_{12}\\Y_{21}&Y_{22}\end{bmatrix}}}                                                                                   | {\displaystyle {\begin{bmatrix}{\frac {1}{H_{11}}}&-{\frac {H_{12}}{H_{11}}}\\{\frac {H_{21}}{H_{11}}}&{\frac {\Delta H}{H_{11}}}\end{bmatrix}}}    |
| Matrice hybride H         | {\displaystyle {\begin{bmatrix}{\frac {B}{D}}&{\frac {\Delta (ABCD)}{D}}\\-{\frac {1}{D}}&{\frac {C}{D}}\end{bmatrix}}}  | {\displaystyle {\begin{bmatrix}{\frac {\Delta Z}{Z_{22}}}&{\frac {Z_{12}}{Z_{22}}}\\-{\frac {Z_{21}}{Z_{22}}}&{\frac {1}{Z_{22}}}\end{bmatrix}}}             | {\displaystyle {\begin{bmatrix}{\frac {1}{Y_{11}}}&-{\frac {Y_{12}}{Y_{11}}}\\{\frac {Y_{21}}{Y_{11}}}&{\frac {\Delta Y}{Y_{11}}}\end{bmatrix}}}             | {\displaystyle {\begin{bmatrix}H_{11}&H_{12}\\H_{21}&H_{22}\end{bmatrix}}}                                                                          |

### Paramètres S

Paramètres S d'un quadripôle

Les paramètres S (pour scattering, diffusion) sont écrits dans une approche différente. Ici on considère, comme illustré, le quadripôle placé entre deux lignes de transmission d'impédance caractéristique {\displaystyle Z_{0}}. Les paramètres S ne relient pas directement les courants et tensions mesurées au niveau des ports. Ils sont écrits en termes d'ondes incidente et réfléchie, ils dépendent non seulement des caractéristiques du quadripôle, mais aussi de la ligne de transmission.
{\displaystyle {b_{1} \choose b_{2}}={\begin{pmatrix}S_{11}&S_{12}\\S_{21}&S_{22}\end{pmatrix}}{a_{1} \choose a_{2}}}
La tension et le courant vus sur chaque ports se décomposent en fonction des ondes incidentes et réfléchies, ce qui permet de relier les paramètres S aux paramètres habituels de quadripôle. À titre d'exemple, voici leur écriture à partir des paramètres ABCD :
{\displaystyle S_{11}={\frac {AZ_{02}+B-CZ_{01}Z_{02}^{*}-DZ_{01}^{*}}{\alpha }}},
{\displaystyle S_{12}={\frac {2(AD-BC){\sqrt {\Re (Z_{01})\Re (Z_{02})}}}{\alpha }}},
{\displaystyle S_{21}={\frac {2{\sqrt {\Re (Z_{01})\Re (Z_{02})}}}{\alpha }}},
{\displaystyle S_{22}={\frac {AZ_{02}^{*}+B-CZ_{01}^{*}Z_{02}-DZ_{01}}{\alpha }}},
avec
{\displaystyle \alpha =AZ_{02}+B+CZ_{01}Z_{02}+DZ_{01}}
Cette écriture est générique : elle prévoit que les impédances de lignes puissent être différentes à gauche et à droite ({\displaystyle Z_{01}} et {\displaystyle Z_{02}} respectivement)  et sont complexes. En pratique, on rencontre beaucoup de situation où les deux impédances de lignes sont égales et réelles, ce qui simplifie considérablement l'écriture. 
{\displaystyle S_{11}={\frac {AZ_{0}+B-CZ_{0}^{2}-DZ_{0}}{\alpha }}},
{\displaystyle S_{12}={\frac {2(AD-BC)Z_{0}}{\alpha }}},
{\displaystyle S_{21}={\frac {2{Z_{0}}}{\alpha }}},
{\displaystyle S_{22}={\frac {AZ_{0}+B-CZ_{0}^{2}-DZ_{0}}{\alpha }}},
avec
{\displaystyle \alpha =AZ_{0}+B+CZ_{0}^{2}+DZ_{0}}
Les paramètres-S sont particulièrement intéressants pour la caractérisation expérimentale des circuits en haute fréquence : ils sont directement mesurables à l'aide d'un analyseur de réseau.

## Quadripôles passifs

### Quadripôles passifs élémentaires
|                                                                                           | Résistance en série | Admittance en parallèle | Ligne de transmission | Transformateur idéal                                                                        |
| ----------------------------------------------------------------------------------------- | --- | --- | --- | ------------------------------------------------------------------------------------------- |
| Schéma                                                                                    | | | |                                                                                             |
| Détails                                                                                   | Résistance, ou plus généralement impédance en série. Remplacer R par {\displaystyle jL\omega } pour une inductance, {\displaystyle {\frac {1}{jC\omega }}} pour une capacité. | Admittance en parallèle. Remplacer Y par {\displaystyle {\frac {1}{jL\omega }}} pour une inductance, {\displaystyle jC\omega } pour une capacité. | Ligne de transmission, de type coaxial ou torsadé par exemple. {\displaystyle Z_{0}} est l'Impédance caractéristique, {\displaystyle \gamma } la constante de propagation, {\displaystyle l} la longueur de la ligne. | Transformateur idéal {\displaystyle m={\frac {N_{1}}{N_{2}}}} rapport des nombres de spires |
| Paramétrage transfert {\displaystyle {\begin{pmatrix}A&B\\C&D\end{pmatrix}}=}             | {\displaystyle {\begin{pmatrix}1&R\\0&1\end{pmatrix}}} | {\displaystyle {\begin{pmatrix}1&0\\Y&1\end{pmatrix}}}                                                                                            | {\displaystyle {\begin{pmatrix}\cosh \left(\gamma l\right)&Z_{0}\sinh \left(\gamma l\right)\\{\frac {\sinh \left(\gamma l\right)}{Z_{0}}}&\cosh \left(\gamma l\right)\end{pmatrix}}}                                  | {\displaystyle {\begin{pmatrix}m&0\\0&{\frac {1}{m}}\end{pmatrix}}}                         |
| Paramétrage transfert inverse {\displaystyle {\begin{pmatrix}A'&B'\\C'&D'\end{pmatrix}}=} | {\displaystyle {\begin{pmatrix}1&-R\\0&1\end{pmatrix}}} | {\displaystyle {\begin{pmatrix}1&0\\-Y&1\end{pmatrix}}}                                                                                           | {\displaystyle {\begin{pmatrix}\cosh \left(\gamma l\right)&-Z_{0}\sinh \left(\gamma l\right)\\-{\frac {1}{Z_{0}}}\sinh \left(\gamma l\right)&\cosh \left(\gamma l\right)\end{pmatrix}}}                               | {\displaystyle {\begin{pmatrix}{\frac {1}{m}}&0\\0&m\end{pmatrix}}}                         |

### Atténuateurs passifs
Ces atténuateurs sont des combinaisons de résistances en série et en parallèle, on retrouve donc aisément leur description matricielle à partir des formules précédentes. On note {\displaystyle Z_{0}} l'impédance pour laquelle l'atténuateur est adapté, et {\displaystyle K}, le ratio d'atténuation désiré. 
Il est défini comme {\displaystyle K={\frac {V_{in}}{V_{out}}}}, donc {\displaystyle K>1}. À partir de {\displaystyle Z_{0}} et {\displaystyle K}, des formules permettent de déterminer les valeurs des résistances. 
| | Atténuateur en L | Atténuateur en L, inversé | Atténuateur en π | Atténuateur en T |
| --- | --- | --- | --- | --- |
| Schéma | | | | |
| Calcul des résistances | {\displaystyle R_{1}=Z_{0}{\frac {K-1}{K}}} {\displaystyle R_{2}={\frac {Z_{0}}{K-1}}} | {\displaystyle R_{1}=Z_{0}{\frac {K}{K-1}}} {\displaystyle R_{2}=Z_{0}(K-1)} | {\displaystyle R_{1}=Z_{0}{\frac {K^{2}-1}{2K}}} {\displaystyle R_{2}=Z_{0}{\frac {K+1}{K-1}}} | {\displaystyle R_{1}=Z_{0}{\frac {K-1}{K+1}}} {\displaystyle R_{2}=Z_{0}{\frac {2K}{K^{2}-1}}} |
| Paramétrage transfert {\displaystyle {\begin{pmatrix}A&B\\C&D\end{pmatrix}}=}                                                      | {\displaystyle {\begin{pmatrix}1&R_{1}\\0&1\end{pmatrix}}{\begin{pmatrix}1&0\\R_{2}^{-1}&1\end{pmatrix}}} {\displaystyle ={\begin{pmatrix}1+{\frac {R_{1}}{R_{2}}}&R_{1}\\R_{2}^{-1}&1\end{pmatrix}}} {\displaystyle ={\begin{pmatrix}1+{\frac {(K-1)^{2}}{K}}&Z_{0}{\frac {K-1}{K}}\\{\frac {K-1}{Z_{0}}}&1\end{pmatrix}}}       | {\displaystyle {\begin{pmatrix}1&0\\R_{1}^{-1}&1\end{pmatrix}}{\begin{pmatrix}1&R_{2}\\0&1\end{pmatrix}}} {\displaystyle ={\begin{pmatrix}1&R_{2}\\R_{1}^{-1}&1+{\frac {R_{2}}{R_{1}}}\end{pmatrix}}} {\displaystyle ={\begin{pmatrix}1&Z_{0}(K-1)\\{\frac {K-1}{Z_{0}K}}&1+{\frac {(K-1)^{2}}{K}}\end{pmatrix}}}       | {\displaystyle {\begin{pmatrix}1&0\\R_{2}^{-1}&1\end{pmatrix}}{\begin{pmatrix}1&R_{1}\\0&1\end{pmatrix}}{\begin{pmatrix}1&0\\R_{2}^{-1}&1\end{pmatrix}}} {\displaystyle ={\begin{pmatrix}1+{\frac {R_{1}}{R_{2}}}&R_{1}\\2R_{2}^{-1}+{\frac {R_{1}}{R_{2}^{2}}}&1+{\frac {R_{1}}{R_{2}}}\end{pmatrix}}} {\displaystyle ={\begin{pmatrix}1+{\frac {(K-1)^{2}}{2K}}&Z_{0}{\frac {K^{2}-1}{2K}}\\{\frac {K^{2}-1}{2Z_{0}K}}&1+{\frac {(K-1)^{2}}{2K}}\end{pmatrix}}}        | {\displaystyle {\begin{pmatrix}1&R_{1}\\0&1\end{pmatrix}}{\begin{pmatrix}1&0\\R_{2}^{-1}&1\end{pmatrix}}{\begin{pmatrix}1&R_{1}\\0&1\end{pmatrix}}} {\displaystyle ={\begin{pmatrix}1+{\frac {R_{1}}{R_{2}}}&2R_{1}+{\frac {R_{1}^{2}}{R_{2}}}\\R_{2}^{-1}&1+{\frac {R_{1}}{R_{2}}}\end{pmatrix}}} {\displaystyle ={\begin{pmatrix}1+{\frac {(K-1)^{2}}{2K}}&{\frac {Z(K^{2}-1)}{2K}}\\{\frac {K^{2}-1}{2Z_{0}K}}&1+{\frac {(K-1)^{2}}{2K}}\end{pmatrix}}}             |
| Paramétrage transfert inverse {\displaystyle {\begin{pmatrix}A'&B'\\C'&D'\end{pmatrix}}=}                                          | {\displaystyle {\begin{pmatrix}1&0\\-R_{2}^{-1}&1\end{pmatrix}}{\begin{pmatrix}1&-R_{1}\\0&1\end{pmatrix}}} {\displaystyle ={\begin{pmatrix}1&-R_{1}\\-R_{2}^{-1}&1+{\frac {R_{1}}{R_{2}}}\end{pmatrix}}} {\displaystyle ={\begin{pmatrix}1&-Z_{0}{\frac {K-1}{K}}\\-{\frac {K-1}{Z_{0}}}&1+{\frac {(K-1)^{2}}{K}}\end{pmatrix}}} | {\displaystyle {\begin{pmatrix}1&-R_{2}\\0&1\end{pmatrix}}{\begin{pmatrix}1&0\\-R_{1}^{-1}&1\end{pmatrix}}} {\displaystyle ={\begin{pmatrix}1+{\frac {R_{2}}{R_{1}}}&-R_{2}\\-R_{1}^{-1}&1\end{pmatrix}}} {\displaystyle ={\begin{pmatrix}1+{\frac {(K-1)^{2}}{K}}&-Z_{0}(K-1)\\-{\frac {K-1}{Z_{0}K}}&1\end{pmatrix}}} | {\displaystyle {\begin{pmatrix}1&0\\-R_{2}^{-1}&1\end{pmatrix}}{\begin{pmatrix}1&-R_{1}\\0&1\end{pmatrix}}{\begin{pmatrix}1&0\\-R_{2}^{-1}&1\end{pmatrix}}} {\displaystyle ={\begin{pmatrix}1+{\frac {R_{1}}{R_{2}}}&-R_{1}\\-2R_{2}^{-1}-{\frac {R_{1}}{R_{2}^{2}}}&1+{\frac {R_{1}}{R_{2}}}\end{pmatrix}}} {\displaystyle ={\begin{pmatrix}1+{\frac {(K-1)^{2}}{2K}}&-Z_{0}{\frac {K^{2}-1}{2K}}\\-{\frac {K^{2}-1}{2Z_{0}K}}&1+{\frac {(K-1)^{2}}{2K}}\end{pmatrix}}} | {\displaystyle {\begin{pmatrix}1&-R_{1}\\0&1\end{pmatrix}}{\begin{pmatrix}1&0\\-R_{2}^{-1}&1\end{pmatrix}}{\begin{pmatrix}1&-R_{1}\\0&1\end{pmatrix}}} {\displaystyle ={\begin{pmatrix}1+{\frac {R_{1}}{R_{2}}}&-2R_{1}+-{\frac {R_{1}^{2}}{R_{2}}}\\-R_{2}^{-1}&1+{\frac {R_{1}}{R_{2}}}\end{pmatrix}}} {\displaystyle ={\begin{pmatrix}1+{\frac {(K-1)^{2}}{2K}}&-Z_{0}{\frac {(K^{2}-1)}{2K}}\\-{\frac {K^{2}-1}{2Z_{0}K}}&1+{\frac {(K-1)^{2}}{2K}}\end{pmatrix}}} |
| Paramétrage S {\displaystyle {\begin{pmatrix}S_{11}&S_{12}\\S_{21}&S_{22}\end{pmatrix}}=} pour {\displaystyle Z_{01}=Z_{02}=Z_{0}} | {\displaystyle {\begin{pmatrix}0&{\frac {1}{K}}\\{\frac {1}{K}}&0\end{pmatrix}}} | {\displaystyle {\begin{pmatrix}0&{\frac {1}{K}}\\{\frac {1}{K}}&0\end{pmatrix}}} | {\displaystyle {\begin{pmatrix}0&{\frac {1}{K}}\\{\frac {1}{K}}&0\end{pmatrix}}} | {\displaystyle {\begin{pmatrix}0&{\frac {1}{K}}\\{\frac {1}{K}}&0\end{pmatrix}}} |

On remarque que les atténuateurs ont tous la même matrice S : ils sont donc équivalents. Les termes {\displaystyle s_{11}} et {\displaystyle s_{22}} sont nuls, ce qui exprime l'absence d'onde réfléchie.

### Théorème de réciprocité dans les quadripôles passifs

Théorème de réciprocité

Les assemblage de composants passifs de base (résistance, inductance, capacités) respectent le théorème de réciprocité, illustré ci-dessus.  Il existe cependant des composants passifs et linéaires qui, faisant appel à des matériaux ferromagnétiques, sont non-réciproque, et utiles grâce à cette particularité : les circulateurs et isolateurs.
Lorsqu'un quadripôle est réciproque, cette propriété se retrouve dans les matrices qui le paramètrent : 
- Les matrices admittance et impédance sont symétriques : Y12 = Y21, Z12 = Z21,
- Sur la matrice Hybride : H12 = -H21
- Le déterminant de la matrice de transfert est égal à 1 : et ΔT = AD-BC = 1.

### Quadripôle symétrique
Si les deux accès d'un quadripôle symétrique sont indiscernables: les indices correspondant, 1 et 2, des paramètres de matrices impédance ou admittance sont donc permutables sans changement. En conséquence, pour les quadripôles symétriques, en plus de posséder les propriétés de réciprocité, on a les relations Y11 = Y22 et Z11 = Z22.

## Quadripôles actifs
On qualifie d'actif un circuit a la capacité de fournir de l'énergie supplémentaire.

### Transistor bipolaire

Circuit équivalent en pi d'un transistor bipolaire

L'approximation petit signal d'un transistor bipolaire est communément modélisé par le circuit équivalent en pi ci-dessus. Ce circuit est un quadripôle actif dont le paramétrage est le suivant. Il faut bien noter qu'ici les grandeurs étudiées ne sont pas les courants et tensions totaux, physiquement présents aux bornes du transistors, mais seulement leur variation autour d'un point de polarisation. Dans un modèle légèrement simpliqué où {\displaystyle r_{bb}} et {\displaystyle r_{b'c}} sont omis (respectivement nul et infini), le quadripôle actif est représenté par le paramétrage hydride suivant, en utilisant les mêmes notations que dans le schéma: 
{\displaystyle {V_{B} \choose I_{C}}={\frac {1}{G_{\pi }+j\omega (C_{\pi }+C_{\mu })}}{\begin{pmatrix}1&j\omega C_{\mu }\\g_{m}-j\omega C_{\mu }&q(j\omega )\end{pmatrix}}{I_{B} \choose V_{C}}}
Avec : 
{\displaystyle q(j\omega )=G_{\pi }+j\omega (C_{\pi })(G_{0}+j\omega (C_{\mu }))+j\omega (C_{\mu })(G_{\pi }+g_{m})}

### Transistor a effet de champs

Circuit équivalent en pi d'un transistor MOSFET

De façon similaire, un transistor MOSFET utilisé en petit signal autour d'un point de polarisation se modélise par le circuit en pi ci-dessus. Ici, le paramétrage en Z est le plus commode :
{\displaystyle {V_{GS} \choose V_{DS}}={\begin{pmatrix}{\frac {1}{j\omega (C_{g}s)}}&0\\{\frac {-g_{m}r_{0}}{j\omega (C_{g}s)}}&-r_{0}\end{pmatrix}}{I_{G} \choose I_{D}}}

### Amplificateur

Montage AOP inverseur

Dans l'exemple d'un amplicateur inverseur de tension, la matrice ABCD s'écrit ainsi (les courants étant notés positivement vers l'intérieur du montage)  : 
{\displaystyle {V_{e} \choose I_{e}}={\begin{pmatrix}-{\frac {R_{1}}{R_{2}}}&0\\-{\frac {1}{R_{2}}}&0\end{pmatrix}}{V_{s} \choose -I_{s}}},
Le déterminant de cette matrice est nul : en effet un tel montage ne respecte pas le théorème de réciprocité. Physiquement, les deux zéros à droite signifient que le courant {\displaystyle I_{s}} peut changer sans influencer les valeurs en entrée.

## Opérations sur les quadripôles

### Impédances d'entrée et de sortie

Quadripôle intercalé entre une source et une charge

On représente ici un quadripôle intercalé entre un générateur de Thévenin et une impédance de charge. On peut alors s'intéresser : 
- A l'impédance « vue » par le générateur, et représentant le quadripôle plus sa charge.
- Au générateur équivalent « vue » par la charge {\displaystyle Z_{L}} et représentant la générateur et le quadripôle.

Pour le premier problème, en chargeant le quadripôle avec la charge {\displaystyle Z_{L}}, on impose : {\displaystyle V_{2}=-Z_{L}I_{2}} (le signe moins étant dû aux conventions de sens des courants). Cette contrainte supprime un degré de liberté du système. 
En reprenant le paramétrage en impédance du quadripôle :
{\displaystyle {V_{1} \choose V_{2}}={\begin{pmatrix}Z_{11}&Z_{12}\\Z_{21}&Z_{22}\end{pmatrix}}{I_{1} \choose I_{2}}}
devient :
{\displaystyle {V_{1} \choose -Z_{L}I_{2}}={\begin{pmatrix}Z_{11}&Z_{12}\\Z_{21}&Z_{22}\end{pmatrix}}{I_{1} \choose I_{2}}}
La seconde ligne permet d'exprimer {\displaystyle I_{2}} en fonction de  {\displaystyle I_{1}}, et en remplaçant dans la première, on obtient la relation entre {\displaystyle V_{1}} et {\displaystyle I_{1}}, soit l'impédance de charge formée par le quadripole et {\displaystyle Z_{L}}.
{\displaystyle V_{1}=Z_{11}I_{1}-{\frac {Z_{12}Z_{21}}{Z_{L}+Z_{22}}}I_{1}}
{\displaystyle V_{1}=\left(Z_{11}-{\frac {Z_{12}Z_{21}}{Z_{L}+Z_{22}}}\right)I_{1}=Z_{\mathrm {in} }I_{1}}

### Fonction de transfert
En reprenant le schéma ci-dessus et ses notations, on s'intéresse à la fonction de transfert, connaissance les paramètres ABCD du quadripôle : 
{\displaystyle F_{t}={\frac {V_{2}}{V_{0}}}={\frac {Z_{L}}{AZ_{L}+B+CZ_{L}Z_{S}+DZ_{S}}}}

### Association de deux quadripôles
Deux quadripôles peuvent être associés (pour en former un nouveau) de cinq façons différentes. Dans chaque cas, l'un des paramétrage est bien adapté, car il permet d'obtenir la matrice du nouveau quadripôle obtenu par une opération simple à partir des matrices représentant les deux quadripôles de départ.
| Désignation     | Schéma | Propriétés |
| --------------- | ------ | --- |
| Série           |        | {\displaystyle {Z}={Z_{1}}+{Z_{2}}} Les matrices impédance s'ajoutent. |
| Parallèle       |        | {\displaystyle {Y}={Y_{1}}+{Y_{2}}} Les matrices admittance s'ajoutent. |
| Parallèle-série |        | {\displaystyle {G}={G_{1}}+{G_{2}}} Les matrices hybrides inverses s'ajoutent. |
| Série-parallèle |        | {\displaystyle {H}={H_{1}}+{H_{2}}} Les matrices hybrides s'ajoutent. |
| Cascade         |        | {\displaystyle {T}={T_{1}}\times {T_{2}}} {\displaystyle {T'}={T'_{2}}\times {T'_{1}}} Les matrices de transfert se multiplient. Le sens de la multiplication est différent pour T et T' : le produit matriciel est généralement non commutatif. |

## Caractérisation expérimentale

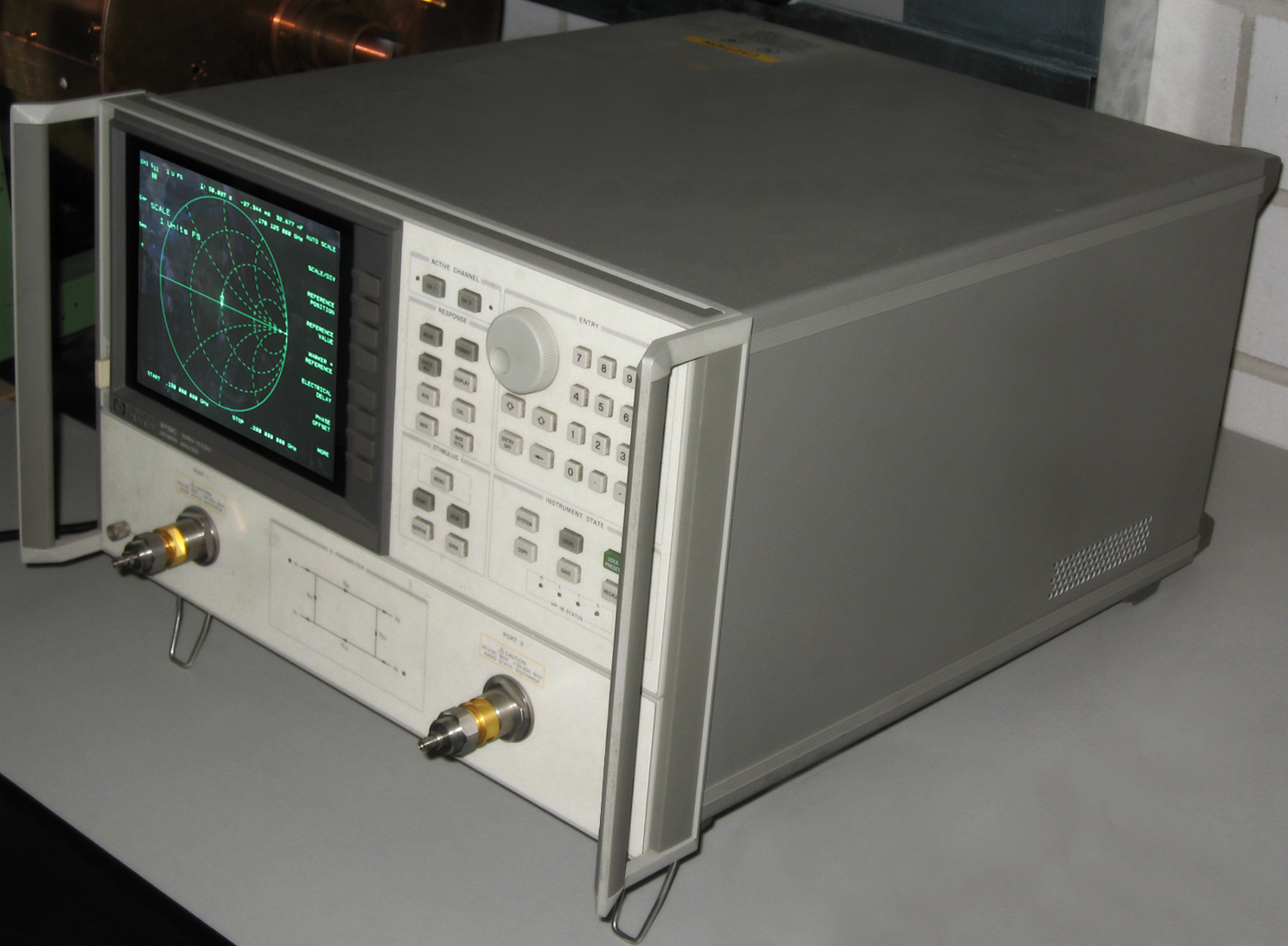
Ancien analyseur de réseau Hewlett-Packard 8720A

L'analyseur de réseau est un instrument dédié spécifiquement à la mesure des paramètres S d'un quadripôle. L'instrument dispose de deux sorties coaxiales qui lui permettent de mesurer les termes de la matrice S.

## Hors de l'électronique
L'analogie électro-mécanique permet d'utiliser le formalisme des quadripôles pour des systèmes mécaniques ou électro-mécaniques. Dans ce cas, les deux ports, ou un seul, présentent, en remplacement des grandeurs électrique courant et tension, un couple de grandeur mécanique (force et vitesse, pression et vitesse, couple et vitesse angulaire selon le système étudié).
Ainsi l'étude des transducteurs piézoélectriques, dans une approximation unidimensionnelle, fait appel à des circuits équivalents formés de quadripôles. Les deux circuits les plus communs sont ceux de Mason et de KLM. Dans chacun de ces circuits, l'effet piézoélectrique est représenté par un quadripôle dont l'entrée est électrique, et dont la sortie est la vitesse et la pression (ou la force) au centre de la couche piézoélectrique, tandis que chaque couche est un quadripôle mécanique, correspondant à une ligne de transmission.